# 큐티파이스
큐티파이스는 대한민국의 음악 그룹이다. 2013년 싱글 《Dance Dance》로 데뷔했다.

## 방송
- 코리아 갓 탤런트 1 (2011) - Top40

## 음반
- Dance Dance (2013)